# شادي حنا
شادي حنا مخرج لبناني 

## حياته ومشواره المهني
درس الإخراج في الجامعة، بدأ مشواره في منتصف التسعينات حيث تعامل شادي مع فريق "فور كاتس" وأخرج لهم جميع أعمالهم بعدها تعامل مع عدة فنانين  عام 2011 ترك لبنان والنشاط المحلي، موضحاً أن نشاطه يتركّز خارج لبنان ويعمل على الـMini Documentaries" التي لا تتعدى الثلاث إلى خمس دقائق.

### حياته الأسرية
تزوج من الممثلة ومقدمة البرامج «ناتالي نعوم» ورزق منها بثلاث بنات لكنهما انفصلا بعد زواج دام قرابة العشرة سنوات 

## أعماله

### في البرامج
- S.L.CHI
- La2la2a
- Ovrira
- MicroScoop
- Nataloo
- LOL
- Oof,
- Jeyin Njarbkon and
- Kalem Honik Nes.
- ست وستات [5]
- فقرة خمسة وخميسة ضمن «ساعة كوميديا»
- لهون وبس

### فيديو كليبات
- الفور كاتس جميع الكليبات
- سحر الغرام، دينا حايك
- شكرا،عبير فضة
- ضحك وجد ولعب رزان مغربي
- علا مين، هويدا يوسف
- اعشق عمري والحياة، بدي ومابدي،هيفاء وهبي [6]
- مشي المغرور، نيللي مقدسي
- لو رديت،خالد الشيخ
- معاك، مش قادر ابعد عنك، سامو زين

### في السينما
- (2018): خبصة [7]
- (2019): لهون وحبس [8]